# مسابقات جهانی شنا (۲۵ متر) ۲۰۰۲
مسابقات جهانی شنا (۲۵ متر) ۲۰۰۲ یا مسابقات جهانی شنا کورس کوتاه از ۳ تا ۷ آوریل ۲۰۰۲ میلادی در آتن، یونان برگزار شده است.

## جدول مدال‌ها
| رتبه | کشور                | طلا | نقره | برنز | مجموع |
| ۱    | استرالیا            | ۱۰  | ۷    | ۱    | ۱۸    |
| ۲    | ایالات متحده آمریکا | ۸   | ۹    | ۹    | ۲۶    |
| ۳    | سوئد                | ۷   | ۲    | ۱    | ۱۰    |
| ۴    | اوکراین             | ۵   | ۰    | ۲    | ۷     |
| ۵    | چین                 | ۳   | ۴    | ۵    | ۱۲    |
| ۶    | اسلواکی             | ۲   | ۱    | ۰    | ۳     |
| ۷    | بریتانیا            | ۱   | ۲    | ۳    | ۶     |
| ۸    | اسلوونی             | ۱   | ۲    | ۱    | ۴     |
| ۹    | فنلاند              | ۱   | ۱    | ۲    | ۴     |
| ۱۰   | آرژانتین            | ۱   | ۱    | ۱    | ۳     |
| ۱۱   | کانادا              | ۱   | ۱    | ۱    | ۳     |

توضیح: در این جدول تنها کشورهای دارای مدال طلا ذکر شده است.